# Кулівка (Курська область)
Кулівка (рос. Кулевка) — село в Горшеченському районі Курської області Російської Федерації.
Населення становить 444 особи. Входить до складу муніципального утворення Ясенівська сільрада.

## Історія
Населений пункт розташований на території українського етнічного та культурного краю Східна Слобожанщина.
Від 2004 року входить до складу муніципального утворення Ясенівська сільрада.

## Населення
| 2002 | 2010 |
| ---- | ---- |
| 615  | ↘444 |